# Erik Jobben
Erik Jobben (11 februari 1965) is een Nederlandse cabaretier. Samen met Maarten Hennis en Arend Edel vormt hij de cabaretgroep Niet Schieten!.
Het trio won in 1994 het Cameretten cabaretfestival met zowel de jury- als de publieksprijs. Erik ontmoette Maarten en Arend bij de basketbalvereniging, uiteindelijk leidde dit tot een hechte vriendschap. In 1991 kregen zij de geest en besloten zij om cabaretgroep Niet Schieten! op te zetten. 
Met Niet Schieten! maakte Erik de voorstellingen: 
- Natongen in de Foyer
- Natte Narren
- Een vlucht Regendruppels
- Taboe
- Navelstaren
- Petrov
- Noodlot
- Kwaad Bloed
- Petrov (in de herhaling)
- Tien - een compilatie van leuke fragmenten uit 10 jaar Niet Schieten!
- Zieke Geesten
- Loverboys
- Nymfomannen
- Mannen zijn Zeikwijven
- Vrouwen willen maar 1 ding (als schrijver)
- Kusje erop (als schrijver)
- Tijd voor een Trio (als schrijver)
- 25 jaar Lust & Leed (jubileumprogramma)
- Mannen van Niks
- Het Hoogtepunt

Erik schreef teksten voor televisie (onder andere voor het KRO programma Ook dat nog en voor Boobytrap). Daarnaast schreef hij voor de kluchten van Onno Innemee. Erik speelde in diverse tv-commercials en televisieseries (o.a. Klein Holland, Van God Los). In 2012 speelde Erik in de bioscoopfilm Plan C, van regisseur Max Porcelijn. Erik regisseerde theatervoorstellingen van Harry Glotzbach, Margriet Bolding en Esther van der Voort.
In februari 2015 bracht hij zijn solo CD "Love is Liefde" uit, met daarop Engelstalige nummers die naar het Nederlands zijn "vertaald". In 2019 verscheen zijn eerste roman: Dodelijke Verleiding.
Van 2016 tot 2020 was Erik directeur van Podiumorganisatie Haarlemmermeer. Hieronder vallen schouwburg De Meerse, poppodium Duycker en Artquake. Van 2020 tot 2023 was hij bestuurslid bij het theater 'City of Wesopa' in zijn woonplaats Weesp. In diezelfde periode was hij zakelijk leider van toneelgezelschap Gouden Haas.  
In het seizoen 2024-2025 speelt Erik met Niet Schieten! hun afscheidstournee met het programma Het Hoogtepunt.  